# Laevistrombus canarium
Laevistrombus canarium (synoniem: Strobus canarium), is een in zee levende slakkensoort die behoort tot de familie Strombidae.

## Voorkomen en verspreiding
Laevistrombus canarium is een herbivoor die tot 60 mm lang kan worden en leeft in ondiep warm water op zandgronden en zeegrasvelden (sublitoraal). Deze soort komt algemeen voor aan de zuidkust Azië, de Maldiven, Sri Lanka, in Indonesië en Maleisië tot rondom de Filipijnen (centraal Indo- Pacifische provincie).